# John Horsley Brito
John Morton Horsley Brito (Antofagasta, 24 de junio de 1923 - Copiapó, 5 de enero de 2007) fue un político, abogado, profesor y escritor chileno.
Cursó sus estudios en la Escuela Rómulo J. Peña, egresando como profesor normalista. Posteriormente estudiaría Derecho, titulándose de abogado.

## Carrera política y literaria
En 1964 fue elegido alcalde de Copiapó, sucediendo a Orlando Poblete González. Durante su gestión se realizaron numerosas obras de adelanto, como la conclusión de las obras del estadio techado "Erasmo Hidalgo Varas", ubicado en el centro de Copiapó y demolido en la década de 2000 para construir un hotel en su lugar. También durante su gestión finalizaron las obras de construcción del estadio Luis Valenzuela Hermosilla.
Durante la dictadura militar se desempeñó como Secretario Regional Ministerial de Educación en Atacama. Es durante su gestión en ese cargo que en 1981 presenta el ensayo "Manual para un postulante a caballero", que consiste en una serie de sugerencias y normas de etiqueta y cortesía.
En 1989 se presentó como candidato a diputado por el distrito 5 por el partido Democracia Radical, pero no resultó elegido. En 1992 se presentó como candidato a concejal de Copiapó por la Unión de Centro Centro en las elecciones municipales, pero tampoco resultó elegido.

## Últimos años
El 8 de diciembre de 2003 fue declarado Hijo Ilustre por la Municipalidad de Copiapó. El alcalde Marcos López Rivera le entregó el reconocimiento durante las actividades de aniversario de la ciudad.
En sus últimos años se dedicó a la escritura, redactando columnas para el diario Chañarcillo y escribiendo libros. Falleció en su casa en Copiapó producto de una falla multisistémica el 5 de enero de 2007. Su cuerpo fue sepultado en el cementerio municipal de Copiapó.

## Historial electoral

### Elecciones parlamentarias de 1989
- Elecciones parlamentarias de 1989 a diputado por el Distrito 5 (Chañaral, Copiapó  y Diego de Almagro)[6]

| Candidato                  | Pacto                      | Partido | Votos  | %     | Resultado |
| -------------------------- | -------------------------- | ------- | ------ | ----- | --------- |
| Sergio Pizarro Mackay      | Concertación               | PDC     | 20 313 | 30,84 | Diputado  |
| Eduardo Morales Espinosa   | Unidad para la Democracia  | PAIS    | 18 355 | 27,87 |           |
| Carlos Vilches Guzmán      | Democracia y Progreso      | RN      | 11 271 | 17,11 | Diputado  |
| Jorge Sánchez Araya        | Democracia y Progreso      | ILB     | 9206   | 13,98 |           |
| Miguel Guerrero Pellegrini | Concertación               | PR      | 2401   | 3,65  |           |
| Alfredo Yáñez Ayala        | Liberal-Socialista Chileno | PL      | 2055   | 3,12  |           |
| John Horsley Brito         | Alianza de Centro          | DR      | 1748   | 2,65  |           |
| Luis Antonio Ortiz         | Alianza de Centro          | AN      | 522    | 0,79  |           |

### Elecciones municipales de 1992
- Elecciones municipales de 1992, para la comuna de Copiapó.[7]

| Candidato                    | Pacto                          | Partido       | Votos | %      | Resultado |
| ---------------------------- | ------------------------------ | ------------- | ----- | ------ | --------- |
| René Funes Montaner          | Concertación por la Democracia | DC            | 4.860 | 11,29% | Concejal  |
| Carmen Edith Daher Alcayaga  | Concertación por la Democracia | PDC           | 1.174 | 2,73%  |           |
| Antonino Prado Castro        | Concertación por la Democracia | PR            | 3.003 | 6,97%  |           |
| Marcos López Rivera          | Concertación por la Democracia | PS            | 5.182 | 12,03% | Concejal  |
| Leonardo Hagel Arredondo     | Concertación por la Democracia | PS            | 4,623 | 10,73% | Concejal  |
| Mónica Calcutta Stormenzan   | Concertación por la Democracia | PPD           | 4.363 | 10,13% | Alcaldesa |
| Jorge Francisco Godoy Molina | Partido Comunista              | PC            | 1.915 | 4,45%  |           |
| Mario Hernán Yáñez Marín     | Partido Comunista              | PC            | 1.287 | 2,99%  |           |
| Antonio Jesús Orellana Acuña | Partido Comunista              | PC            | 468   | 1,09%  |           |
| Luis Rubén Orrego Salinas    | Partido Comunista              | PC            | 432   | 1,00%  |           |
| Abel Héctor Piñones Pizarro  | Partido Comunista              | PC            | 251   | 0,58%  |           |
| José Daniel Peña Pérez       | Partido Comunista              | PC            | 291   | 0,68%  |           |
| Luis Bogdanic Bassi          | Partido Liberal                | PL            | 314   | 0,73%  |           |
| Luis Borgna Molina           | Partido Liberal                | PL            | 65    | 0,15%  |           |
| Carlos Porcile Valenzuela    | Participación y Progreso       | RN            | 4.560 | 10,59% | Concejal  |
| Carlos Jesús Zuleta          | Participación y Progreso       | RN            | 921   | 2,14%  |           |
| María Lidia Muñoz Cortés     | Participación y Progreso       | Independiente | 821   | 1,91%  |           |
| Fernando Cabib Cabib         | Participación y Progreso       | UDI           | 3.541 | 8,22%  | Concejal  |
| Doris Nieto Robles           | Participación y Progreso       | UDI           | 2.218 | 5,15%  |           |
| Hernán Cood Yáñez            | Participación y Progreso       | UDI           | 186   | 0,43%  |           |
| Demetrio Benavente Molina    | Unión de Centro Centro         | UCC           | 570   | 1,32%  |           |
| Raúl Tabilo Olguín           | Unión de Centro Centro         | UCC           | 506   | 1,17%  |           |
| John Horsley Brito           | Unión de Centro Centro         | UCC           | 873   | 2,03%  |           |
| Eduardo Bown Rivera          | Unión de Centro Centro         | UCC           | 336   | 0,78%  |           |
| Federico Volio Toledo        | Unión de Centro Centro         | UCC           | 305   | 0,71%  |           |

## Obras publicadas
- Manual para un postulante a caballero (ensayo). Ediciones Todamérica, 1981.
- Manual del perfecto caballero. Editorial Zig-Zag: Tamarugal, 1983.